# Joseph Boakai
Joseph Nyumah Boakai (Worsonga, 30 novembre 1944) è un politico liberiano, Presidente della Liberia dal 22 gennaio 2024.

## Biografia
Figlio di analfabeti, Boakai ha studiato al College of West Africa, all'Università della Liberia e alla Kansas State University, frequentata grazie agli aiuti dell'USAID. Dal 1983 al 1985 è stato ministro dell'agricoltura. 
Presidente eletto della Liberia nel novembre 2023, ha iniziato il mandato il 22 gennaio 2024, dopo essere stato vicepresidente della Liberia dal 2006 al 2018, sotto l'amministrazione di Ellen Johnson Sirleaf; entrambi erano membri del Partito dell'Unità.
Boakai è cristiano battista ed è diacono della Effort Baptist Church. È sposato con Kartumu Cooper e ha tre figli.
Il 14 novembre 2023 viene eletto Presidente della Liberia, avendo sconfitto alle elezioni l’avversario George Weah, con il 50,64% delle preferenze.